# Exercício financeiro
Exercício financeiro é o período temporal em que ocorrem as operações contábeis/financeiras dos entes públicos.
Embora as operações orçamentárias e extra-orçamentárias das entidades públicas se desenrolem de forma contínua, existe a necessidade de se delimitar as operações em períodos temporais. É essa delimitação que se convenciona chamar de exercício financeiro.

## No Brasil
No Brasil, o exercício financeiro coincide com o ano civil, ou seja, cada exercício financeiro inicia no dia 1º de janeiro e termina em 31 de dezembro do mesmo ano.
O conceito de exercício financeiro está extremamente vinculado aos processos orçamentários e aos recebimentos e pagamentos do setor público.
Segundo a legislação brasileira, pertencem ao exercício financeiro as receitas nele arrecadadas e as despesas nele legalmente empenhadas.
Além disso, o exercício financeiro é balizador para a elaboração dos orçamentos anuais e dos planos plurianuais de investimento.